# Cucurbita maxima
Cucurbita maxima là một loài thực vật có hoa trong họ Cucurbitaceae. Loài này được Duchesne mô tả khoa học đầu tiên năm 1786. Đây là một trong ít nhất bốn loài bí ngô được trồng, là một trong những loài được thuần hóa đa dạng nhất. Loài này có nguồn gốc từ Nam Mỹ từ Cucurbita andreana hoang hơn 4000 năm trước. Hai loài lai khá dễ dàng nhưng có mức calci khác nhau đáng kể.

## Sử dụng
Quả loài bí này, một loài cây trồng phổ biến, có thể nấu nướng và nghiền thành súp, và nhiều cách chế biến khác nhau, giống như bí ngô. Nó cực kỳ phổ biến, đặc biệt là món súp, ở Brazil, Colombia và Châu Phi.
Tất cả các quả bí khổng lồ (hơn 100 pound hay 45 kilôgam) là thuộc loài này, bao gồm quả bí lớn nhất với trọng lượng 2.624 pound (1.190 kg).
Hạt của C. maxima được sử dụng trong điều trị ký sinh trùng ở động vật.

## Hình ảnh

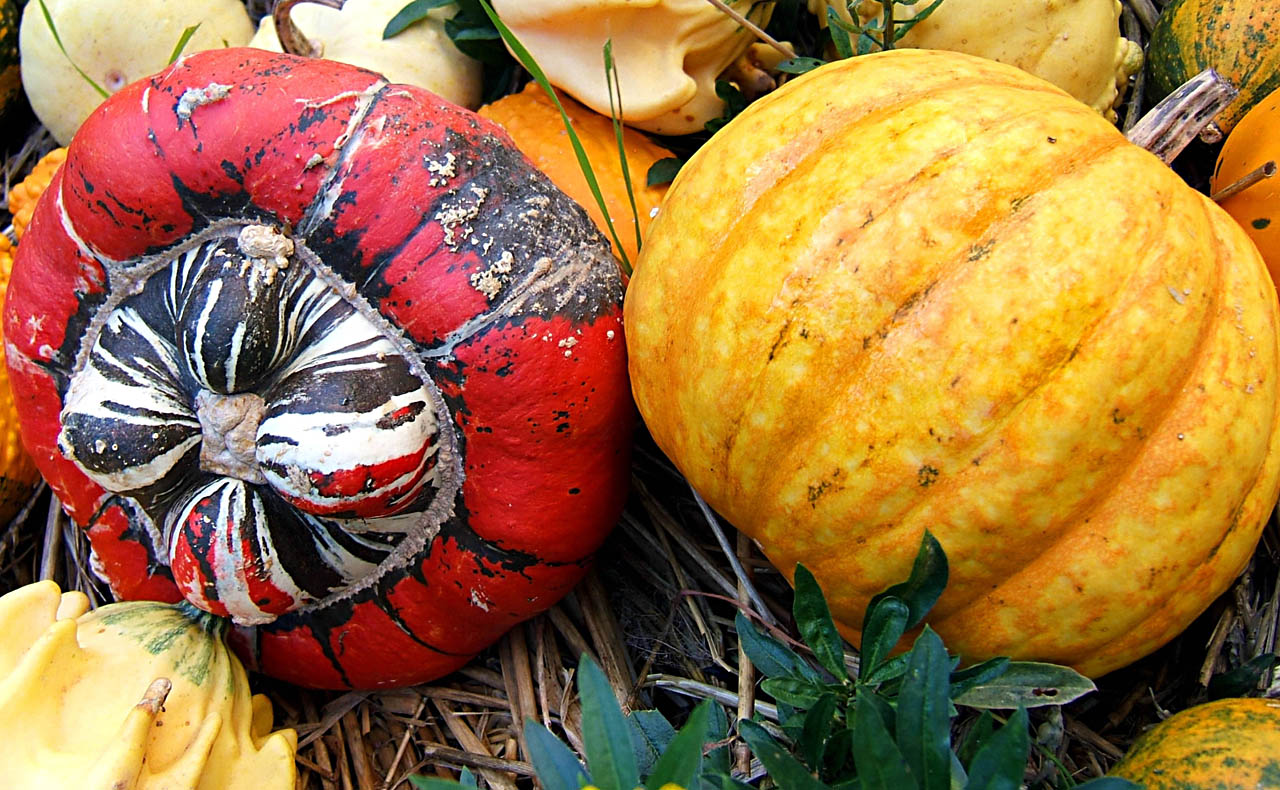
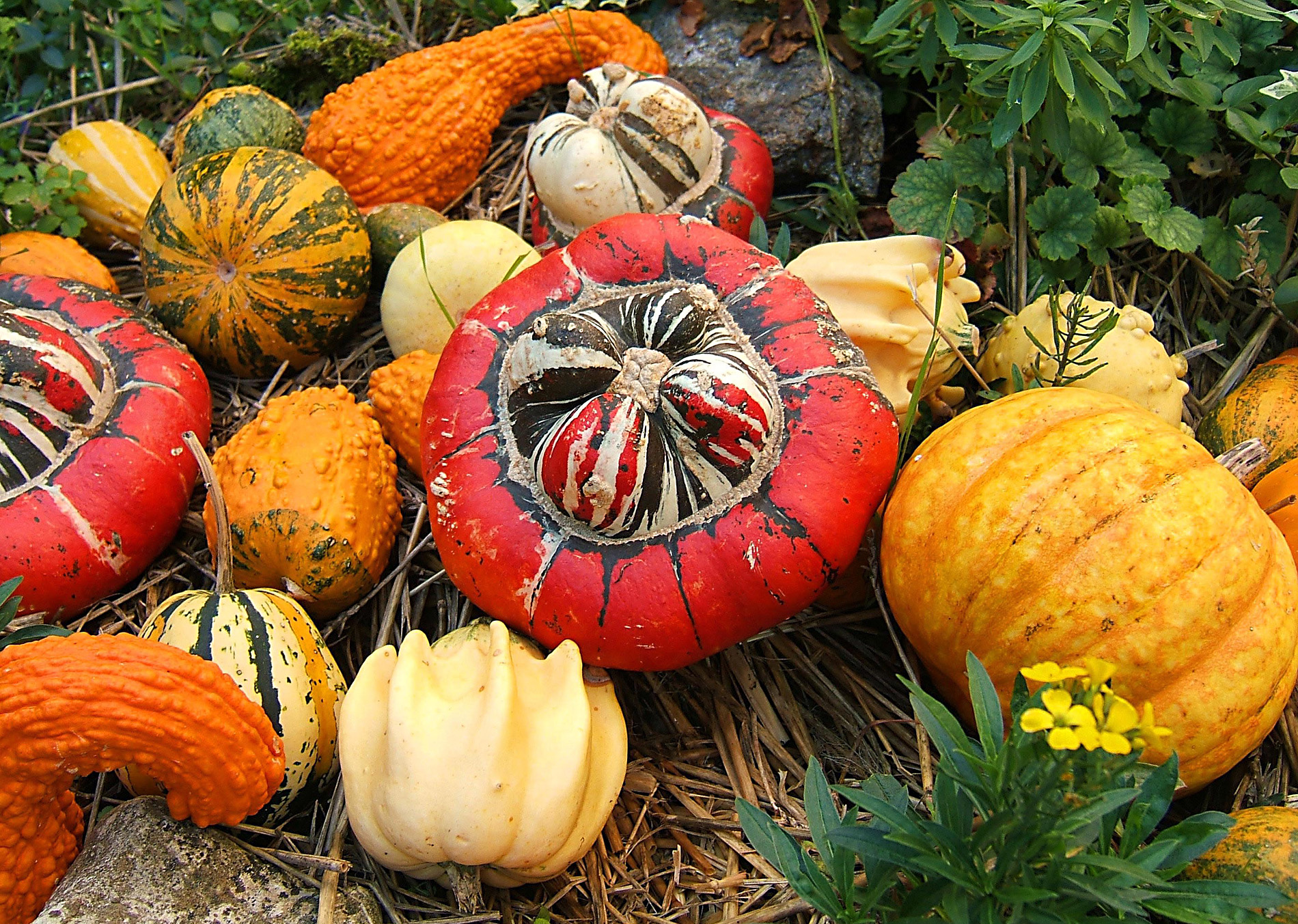
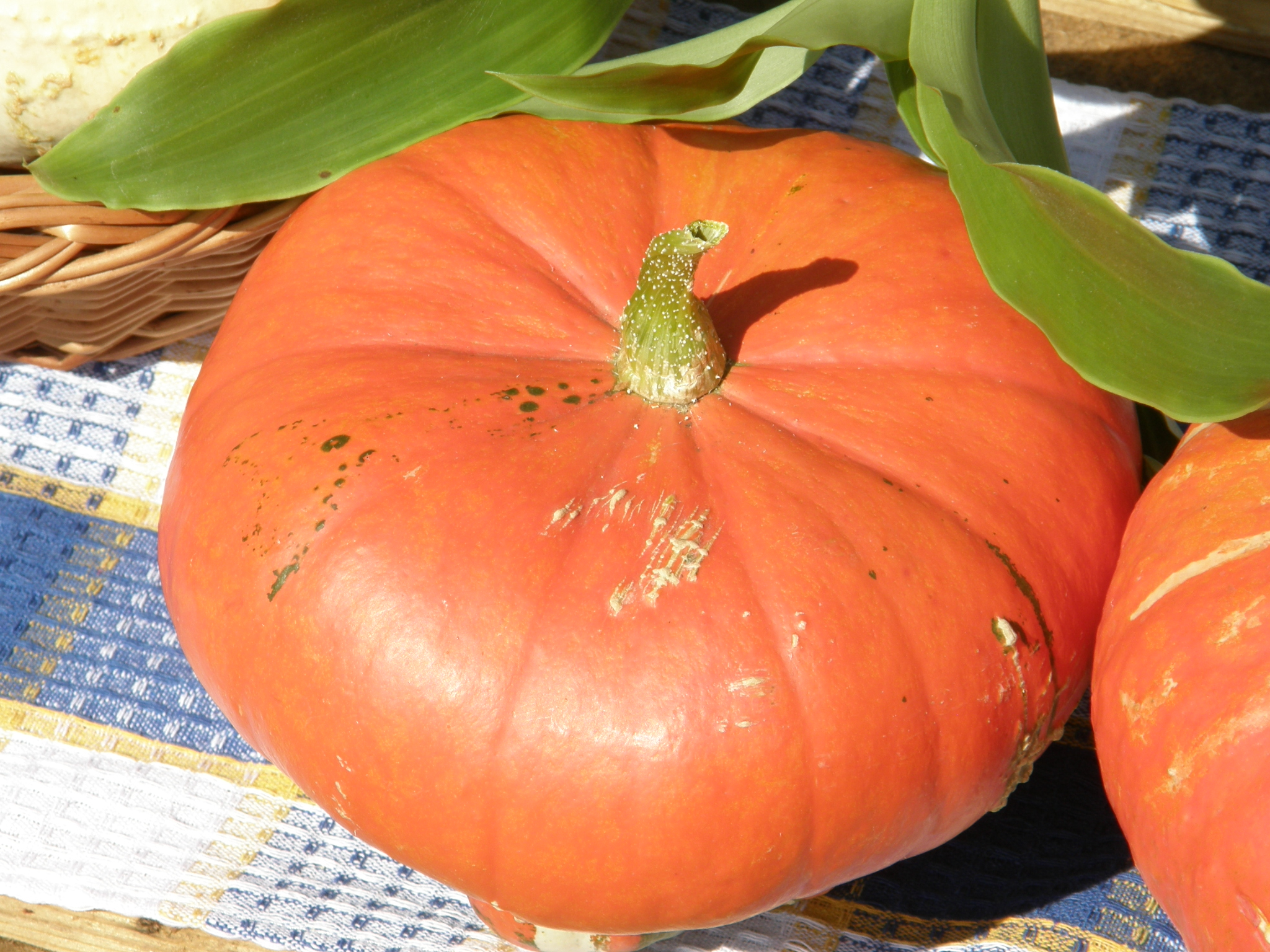
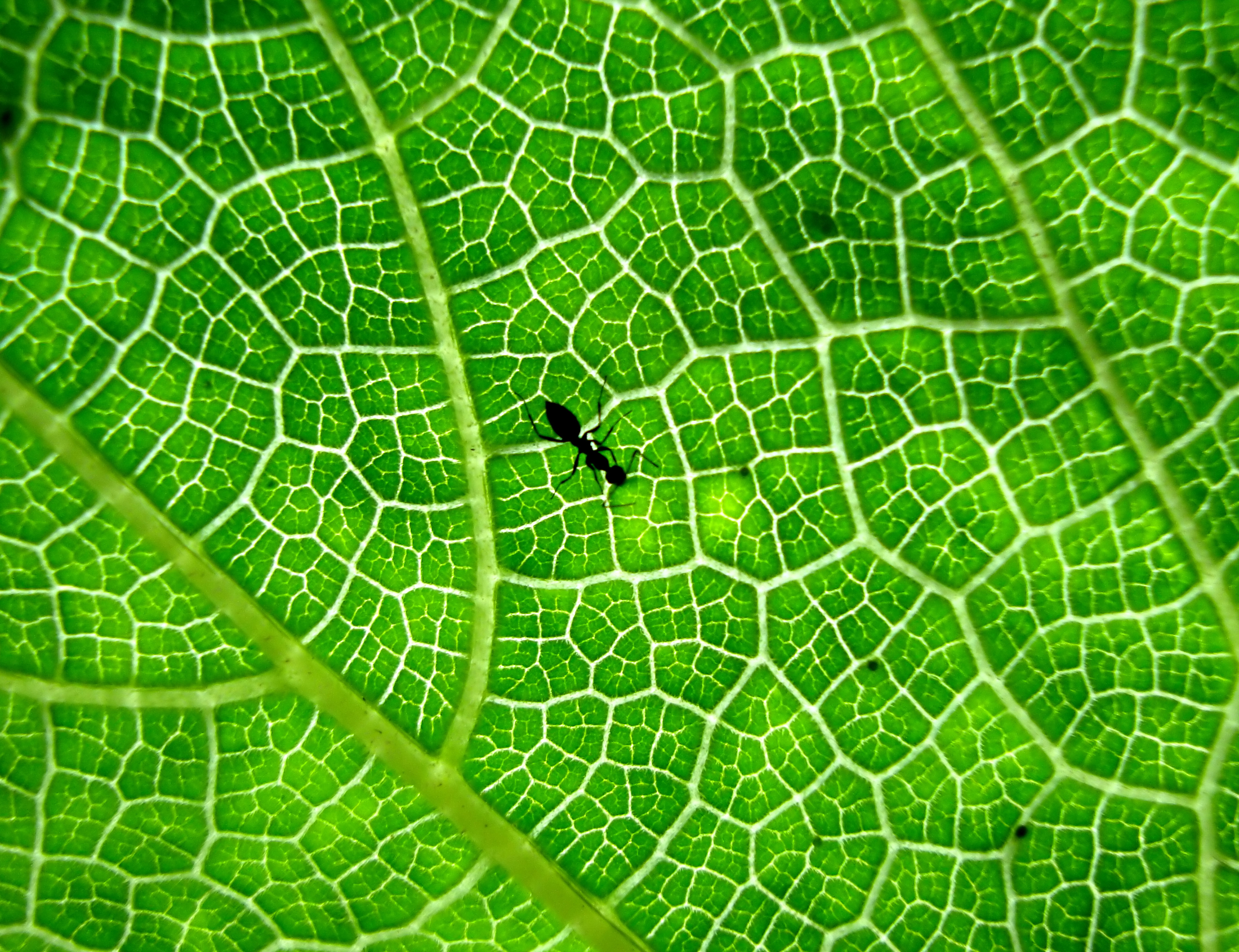
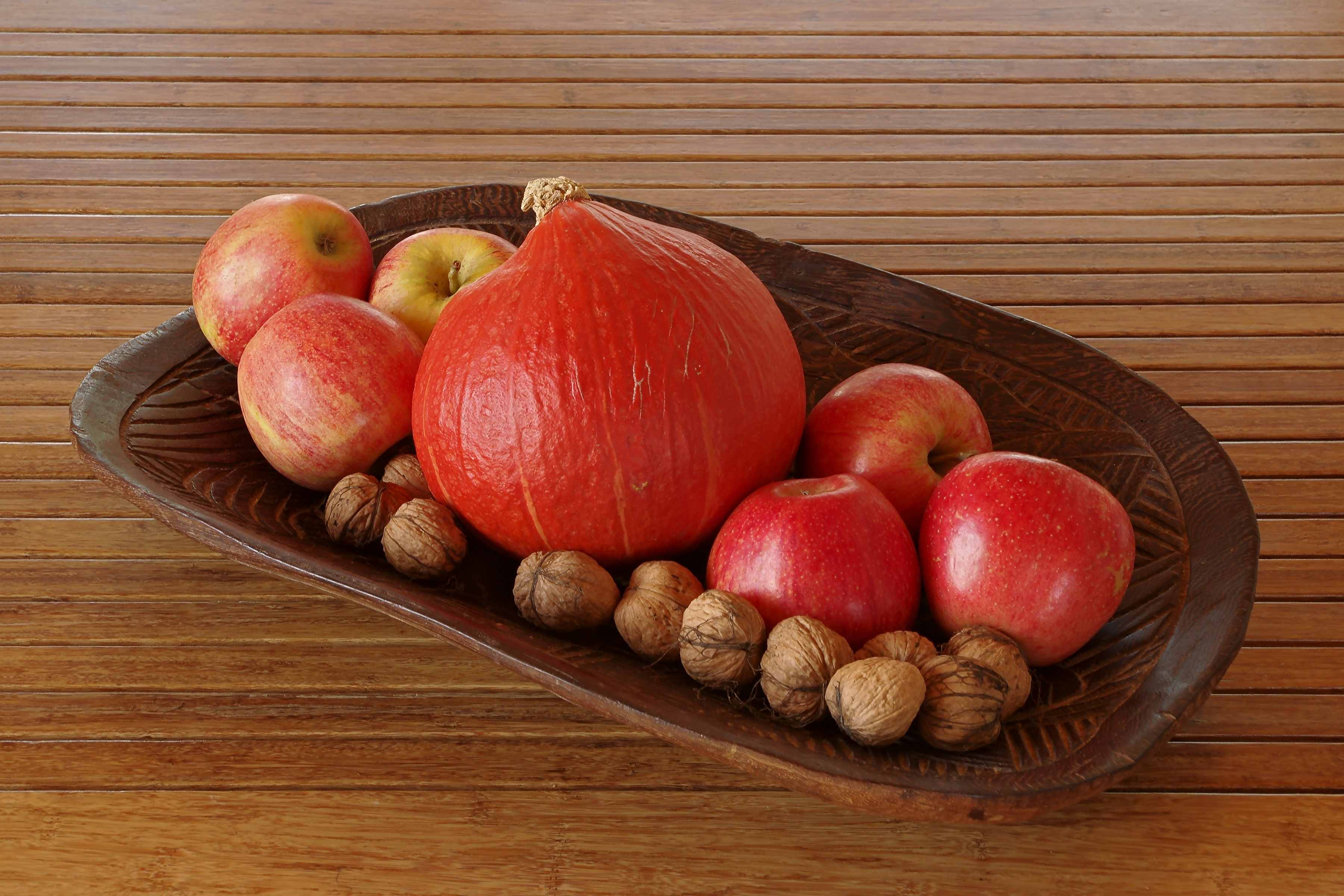
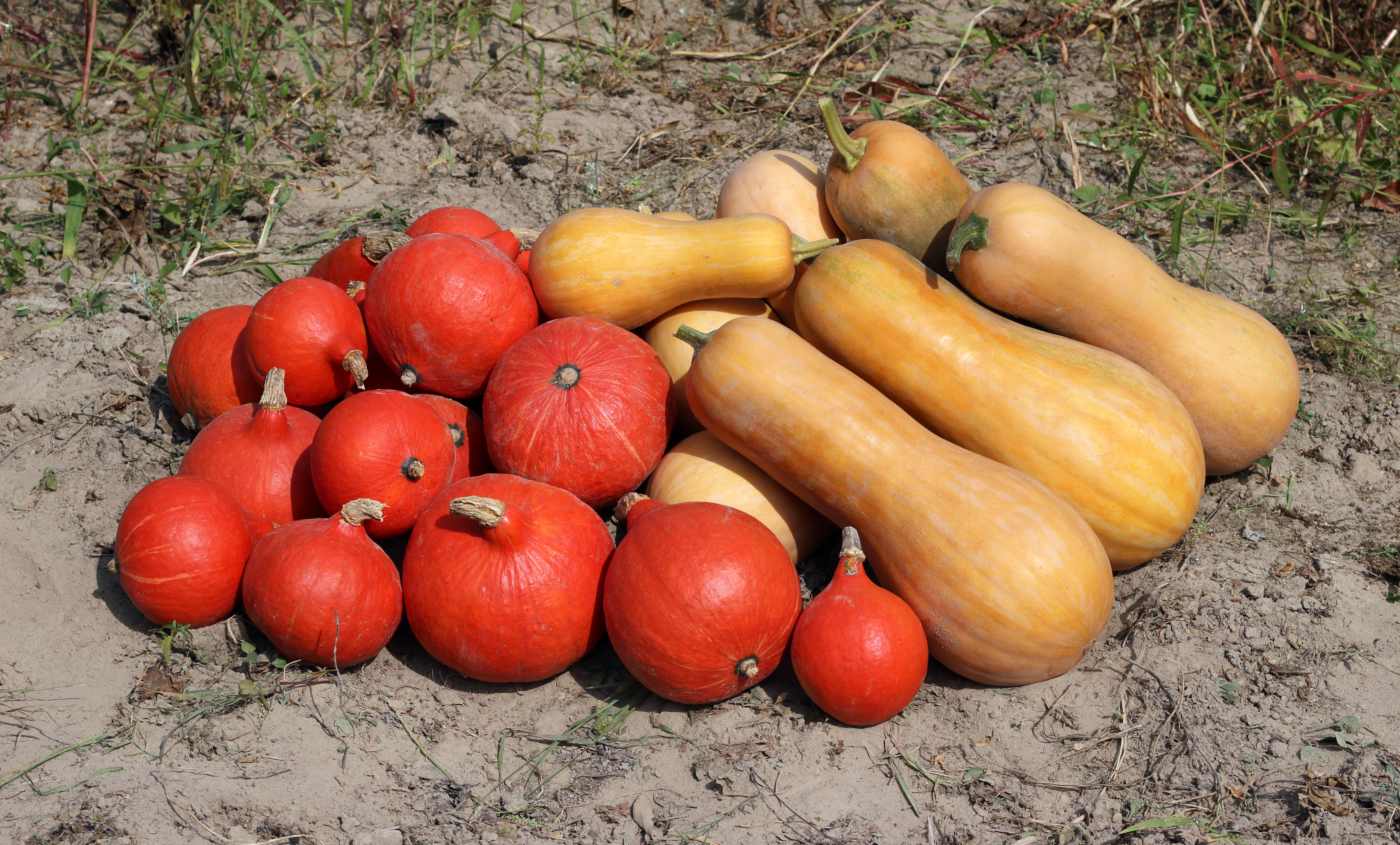
Cucurbita maxima và Bí rợ